# كيليكس (كأس)

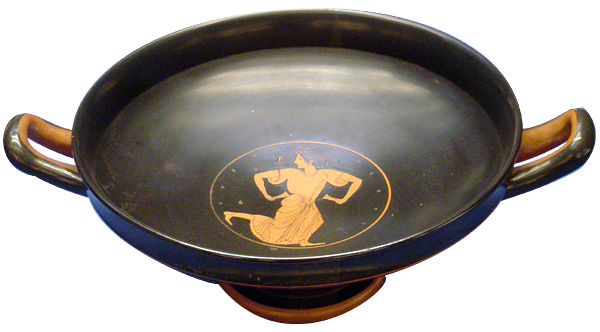
كأس كيليكس في المتحف البريطاني

كيليكس (باليونانية: κύλιξ)‏ هو كأس خمر أستخدم للشرب في عصر اليونان القديمة ويتميز هذا الكأس بشكله المجوف وكذلك بشكله المستدير ومعلق بمقبض بشكل رباعي وكان يلون بالألوان السوداء والحمراء ويطرز برسومات من الثقافة الاغريقية، كلمة كيليكس معناها باليونانية كأس ومنها تطورت إلى الكلمة اللاتينية كاليكس وثم الإنجليزية تشاليس.